# کایلا مک کوی
کایلا مک کوی (انگلیسی: Kayla McCoy؛ زادهٔ ۳ سپتامبر ۱۹۹۶) بازیکن فوتبال اهل جامائیکا است.
از باشگاه‌هایی که در آن بازی کرده‌است می‌توان به هیوستون دش اشاره کرد.
وی همچنین در تیم‌های ملی فوتبال زیر ۲۳ سال زنان ایالات متحده آمریکا و زنان جامائیکا بازی کرده‌است.